# The V.I.P.s
The V.I.P.s (br Gente Muito Importante) é um filme britânico de 1963, do gênero drama, realizado por Anthony Asquith.

## Sinopse
Em Londres, um intenso nevoeiro paralisa todo o tráfego aéreo, afectando as vidas de várias pessoas. Frances Andros deseja deixar Paul, seu marido multimilionário, para ficar com Marc Champselle, um playboy.
Max Buda, um produtor europeu de filmes, quer escapar de Londres com a sua mais nova protegida, Gloria Gritti, para evitar ter de pagar o seu imposto de renda. Les Mangrum, um negociante australiano, é acompanhado por Miss Mead, sua dedicada e apaixonada secretária. Mangrum está ansioso em ir para Nova Iorque, pois se a compensação de um cheque de grande valor não for concretizada poderá perder a sua firma.
Há também a Duquesa de Brighton, uma aristocrata falida que precisa ir à Flórida para aceitar um trabalho. Mas antes que a névoa se disperse o destino pode intervir na vida destes passageiros.

## Elenco
- Elizabeth Taylor .... Frances Andros
- Richard Burton .... Paul Andros
- Louis Jourdan .... Marc Champeselle
- Elsa Martinelli .... Gloria Gritti
- Margaret Rutherford .... Duquesa de Brighton
- Maggie Smith .... Miss Mead
- Rod Taylor .... Les Mangrum
- Orson Welles .... Max Buda
- Linda Christian .... Miriam Marshall
- Dennis Price .... comandante Millbank
- Richard Wattis .... Sanders
- Ronald Fraser .... Joslin
- Robert Coote .... John Coburn

## Prémios e nomeações
- Ganhou o Óscar de melhor atriz secundária (Margaret Rutherford).
- Ganhou o Globo de Ouro de melhor atriz secundária (Margaret Rutherford), além de ter sido nomeado na categoria de melhor revelação feminina (Maggie Smith).
- Recebeu uma nomeação ao BAFTA de melhor fotografia colorida.